# Lago Powell
El lago Powell es un lago artificial, creado a partir del río Colorado para la construcción de la presa del Cañón de Glen, y que se terminó de hacer en 1963. Tiene una longitud de casi 300 km y está situado entre Arizona y Utah. La zona es muy frecuentada como lugar de esparcimiento, donde se practican diversos deportes acuáticos.
Por su espectacular paisaje ha sido escenario de varias películas y videoclips, entre ellas el clásico de ciencia ficción "El planeta de los simios" filmada en 1967.

## Topónimo

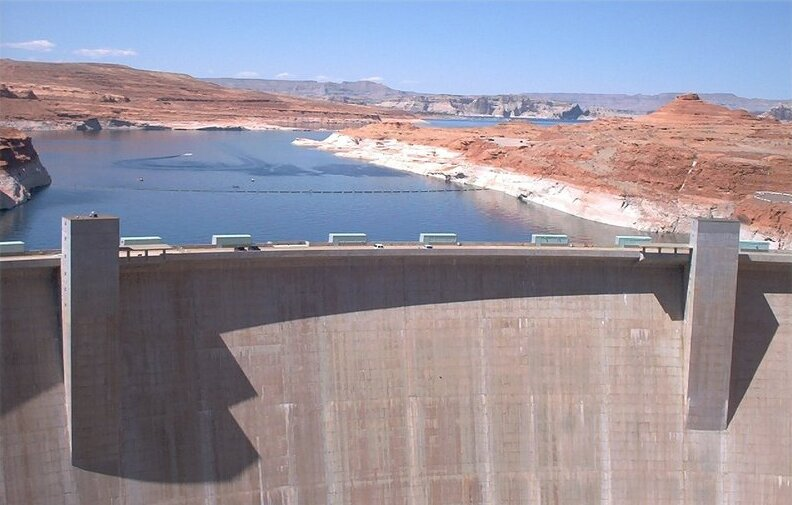
Presa del Cañón de Glen, Arizona, sobre el río Colorado; al fondo, el lago Powell

Se bautizó al lago con el nombre del mayor Powell, quien junto con un grupo de hombres fue el primero en realizar la hazaña de descender por el mítico río Colorado hasta llegar al océano Pacífico.

## Situación

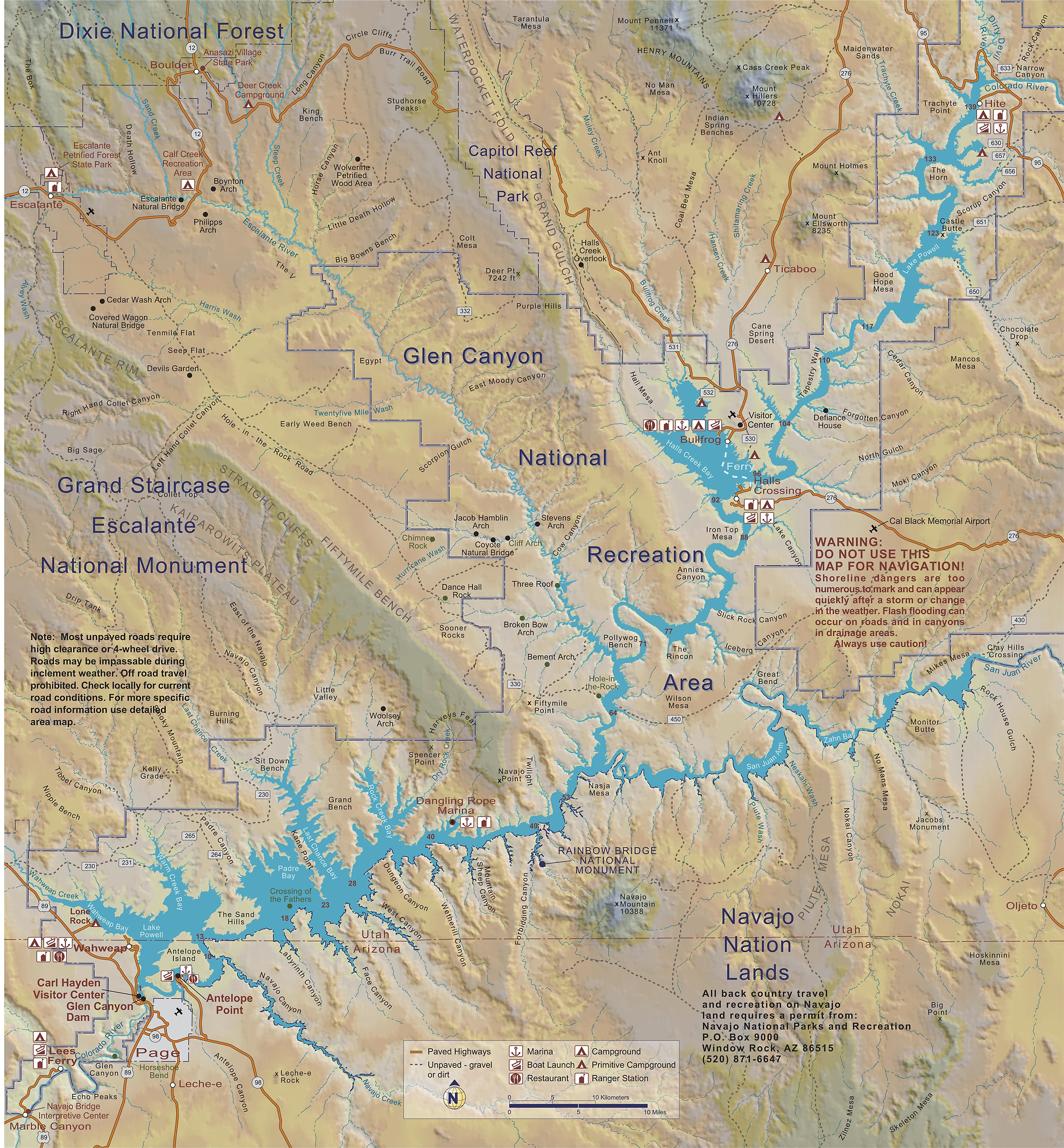
Mapa del lago Powell

Está situado entre Arizona y Utah. En un extremo se encuentra el arco natural llamado Arco del Arco Iris, magnífica obra de la naturaleza, accesible únicamente en barco. La ciudad más cercana al lago es Page.
El nivel de agua de los pantanos dispuestos a lo largo del río Colorado, en el que se incluye el lago, se hunde. El pantano Powell ha tardado 17 años en llenarse y su nivel se ha reducido a la mitad de su máximo.